# Benedykt Niestorowicz
Benedykt Niestorowicz (ur. 1899 w Tracewiczach, zm. ?) – generał brygady ludowego Wojska Polskiego.

## Życiorys
Był synem Nikołaja, deklarował rosyjską narodowość. Po ukończeniu szkoły podstawowej pracował na roli w gospodarstwie ojca, od marca 1919 służył w Armii Czerwonej, do października 1923 był żołnierzem służby zasadniczej i nadterminowej. W październiku 1927 ukończył szkołę artylerii w Moskwie, po czym został dowódcą plutonu w 3 pułku piechoty w Moskiewskiej Dywizji Piechoty, później dowodził baterią szkolną w pułku artylerii. W 1937 był dowódcą szkolnego dywizjonu artylerii, w sierpniu 1937 został zwolniony ze stanowiska podczas czystek. W sierpniu 1938 przywrócono go do służby i skierowano na studia do Akademii Wojskowej im. Frunzego w Moskwie (do maja 1941). Po ataku Niemiec na ZSRR brał udział w walkach obronnych.
Od listopada 1942 do  lutego 1944 dowodził 1209 pułkiem artylerii Armii Czerwonej. Następnie dowódca 93 Brygady Artylerii. Skierowany do ludowego Wojska Polskiego w sierpniu 1944. Od 6 września 1944 do września 1945 dowodził 2 Łużycką Dywizją Artylerii, uchwałą Prezydium KRN z 30 grudnia 1944 otrzymał stopień generała brygady. W 1945 brał udział w walkach na 1 Froncie Białoruskim i 1 Froncie Ukraińskim. 10 października 1945 powrócił do Związku Radzieckiego, do dyspozycji Głównego Zarządu Kadr Armii Czerwonej. Dalsze jego losy nie są znane; wiadomo jedynie, że zmarł przed 12 listopada 1977.

## Ordery i odznaczenia
- Krzyż Srebrny Orderu Virtuti Militari (11 maja 1945)[2]